# Marchet, Hîncești
Marchet este un sat din cadrul comunei Pogănești din raionul Hîncești, Republica Moldova.

## Demografie

### Structura etnică
Structura etnică a localității conform recensământului populației din 2004:
| Grup etnic                    | Populație | % Procentaj |
| ----------------------------- | --------- | ----------- |
| Băștinași declarați Moldoveni | 153       | 98,71%      |
| Ruși                          | 2         | 1,29%       |
| Total                         | 155       |             |